# Saint-Disdier
Saint-Disdier is een plaats en een voormalige gemeente in het Franse departement Hautes-Alpes (regio Provence-Alpes-Côte d'Azur) en telt 141 inwoners (1999). De plaats maakt deel uit van het arrondissement Gap.
Boven het dorp ligt de kapel Chapelle des Gicons uit de 11e-12e eeuw. Het is een van de oudste kerken van het departement en vanwege haar ouderdom wordt de kapel ook La Mère Église (De moederkerk) genoemd. Op het kerkhof van deze kapel is bergpionier en schrijver René Desmaison (1930-2007) begraven.

## Geschiedenis
Tot 1 januari 2013 was Saint-Disdier een zelfstandige gemeente. Op die datum werd het met Agnières-en-Dévoluy, La Cluse en Saint-Étienne-en-Dévoluy samengevoegd tot de commune nouvelle Dévoluy. De voormalige gemeenten kregen de status van commune déléguée maar na de verkiezingen van maart 2014 werd besloten deze status op te heffen.

## Geografie
De oppervlakte van Saint-Disdier bedraagt 52,3 km², de bevolkingsdichtheid is 2,7 inwoners per km².
De onderstaande kaart toont de ligging van Saint-Disdier met de belangrijkste infrastructuur en aangrenzende gemeenten.

## Demografie
Onderstaande figuur toont het verloop van het inwonertal.
Vanwege een beveiligingsprobleem met de MediaWiki Graph-software is het momenteel niet mogelijk deze grafiek weer te geven. Zodra de software is bijgewerkt zal de grafiek vanzelf weer zichtbaar worden.
Agnières-en-Dévoluy · La Cluse · Saint-Disdier · Saint-Étienne-en-Dévoluy